# Азербайджано-туркменские отношения
Азербайджано-туркменские отношения — двусторонние отношения между Азербайджаном и Туркменистаном в политической, экономической и иных сферах.
Обе страны являются членами ОЭС иООН, сотрудничают в рамках Организации тюркских государств и СНГ.

## Дипломатические отношения
Дипломатические отношения установлены 9 июня 1992 года.
Азербайджан открыл посольство в Туркменистане 18 октября 2002 года. Посольство начало деятельность 25 декабря 2002 года.
Туркменистан открыл посольство в Азербайджане 4 мая 1999 года. Начало деятельность 8 июня 1999 года.
4 июня 2001 года Туркменистан официально проинформировал Азербайджан о временном переносе резиденции Чрезвычайного и Полномочного Посла Туркменистана из Азербайджана в Ашхабад. Посольство Туркменистана в Азербайджане было закрыто. Официальной причиной закрытия были названы финансовые трудности. В 2008 году посольство Туркменистана в Азербайджане было вновь открыто.
В парламенте Азербайджана действует рабочая группа по отношениям с Туркменистаном. Руководитель группы — Фазаил Агамалы.
В Меджлисе Туркменистана также действует рабочая группа по отношениям с Азербайджаном. Руководитель группы — Гурбанмырат Аширов.
Между странами подписано 108 договоров.

## Договорно-правовая база
- Межправительственное соглашение о торгово-экономическом сотрудничестве (14 декабря 2022)

## Экономические отношения
Между странами действует совместная межправительственная комиссия по сотрудничеству.
14 декабря 2022 года по итогам трехсторонних переговоров в городе Туркменбаши между Азербайджаном, Турцией и Туркменистаном подписаны межправительственное соглашение о торгово-экономическом сотрудничестве, межправительственная рамочная программа по сотрудничеству в области науки, образования и культуры, межправительственный меморандум о взаимопонимании по созданию совместной консультативной комиссии по таможенному сотрудничеству, межведомственный меморандум о взаимопонимании по развитию сотрудничества в области энергетики, а также межведомственный меморандум о взаимопонимании по развитию сотрудничества в области транспорта.

### Нефтегазовый сектор
Осуществляются транзитные поставки туркменской нефти по трубопроводу Баку — Тбилиси — Джейхан.
С декабря 2021 года осуществляются своповые поставки газа из Туркменистана в Азербайджан через территорию Ирана в размере 1,5 - 2 млрд м3/год. С марта 2022 по март 2023 года поставлялось 4,5 млн м3 газа в день. С марта по август 2023 года объём поставок вырос до 10 млн м3 газа в день.

### Nabucco

Схема маршрута газопровода

Nabucco — нереализованный (отменённый) проект магистральный газопровод протяжённостью 3300 км из Туркменистана и Азербайджана в страны ЕС, прежде всего Австрию и Германию. Проектная мощность составляла 26—32 млрд кубометров газа в год. Предполагаемая стоимость проекта составляла €7,9 млрд. Подготовка проекта велась с 2002 года. Строительство планировалось начать в 2011 году, а завершить — к 2014 году. Проект был отменён в связи с решением строить Трансадриатический газопровод.

### Спорные месторождения
Нефтяные месторождения «Осман» («Чираг»), «Хазар» («Азери») и «Алтын Асыр» («Шарг»)» оспаривает Азербайджан и Туркменистан. Азербайджан ссылается на карты советского периода, когда они разрабатывались азербайджанскими нефтяниками. По мнению МИДа Туркменистана работы, проводимые консорциумом AIOC, компаниями British Petroleum, Chevron, Exxon Mobile, Hess, Inpex, Itochu, Statoil, TPAO, SOCAR в зонах с неопределённой юрисдикцией не соответствуют нормам международного права.
Гейдар Алиев заявлял Сапармурату Ниязову о том, что Азербайджан не имеет претензий на месторождение «Сердар», но в то же время не пойдет на уступки по вопросам принадлежности «Азери (Хазар)» и «Чираг (Осман)».
24 июля 2009 года Гурбангулы Бердымухамедов поручил вице-премьеру Рашиду Мередову привлечь авторитетных международных экспертов, высококвалифицированных юристов для изучения правомерности претензий Азербайджана на спорные морские месторождения на Каспии, и подачи на рассмотрение в Международный арбитражный суд.
21 января 2021 года был подписан Меморандум о взаимопонимании о совместной разведке, разработке и освоении углеводородных ресурсов спорного месторождения Кяпаз (Туркменское название - Сердар), который был переименован в «Достлуг» на Каспийском море. 25 февраля 2021 года была создана совместная рабочая группа для разработки межправительственного соглашения о разведке, разработке и освоении месторождения.

### Морские грузоперевозки
C 1 января 2023 года начаты морские фидерные контейнерные перевозки по маршруту «Туркменбаши — Баку — Туркменбаши».
Со стороны Туркменистана действуют паромы «Беркарар» и «Багтыяр».
За январь-июнь 2023 года по линии Туркменбаши — Алят перевезено 2 362 двадцатифутовых контейнеров.

### Товарооборот (тыс. долл)
| Год  | Экспорт Азербайджана | Импорт Азербайджана | Сумма товарооборота |
| ---- | -------------------- | ------------------- | ------------------- |
| 2020 | 18 909,59            | 89 865,22           | 108 774,81          |
| 2021 | 34 275,96            | 70 747,58           | 105 023,54          |
| 2022 | 25 691,12            | 509 706,01          | 535 397,13          |
| 2023 | 86 114,80            | 687 793,32          | 773 908,12          |

На 2023 год экспорт Туркменистана составляет агропромышленная продукция, изделия текстильной промышленности, полимеры и минеральные удобрения. Товары экспортируются по морю паромным сообщением.

## Транспортное сообщение
Осуществляется авиарейс авиакомпании «Люфтганза» из Ашхабада в Баку.
Действует паромная переправа Баку — Туркменбаши, открытая в 1963 году. Паромы являются железнодорожными и железнодорожно-автомобильными, перевозящими железнодорожные составы, автомобили, пассажиров.
По маршруту Алят — Туркменбаши осуществляются морские грузовые перевозки.

## В области культуры
С 8 по 11 октября 2023 года кинематографисты Туркменистана приняли участие в III кинофестивале тюркского мира «Коркут Ата» в Баку. На фестивале были представлены фильмы Туркменистана.
С 14 по 16 ноября 2023 года Шушинский государственный музыкальный драматический театр примет участие на проводимом в Ашхабаде IV Международном фестивале «Театральное искусство эпохи счастья» со спектаклем по произведению Ильяса Эфендиева «Ты всегда со мной».
В марте 2024 года в Сумгаите проведено мероприятие, посвящённое 300-летию Махтумкули.

## Послы
Послы Туркменистана в Азербайджане
1. Чарыев, Мурад (3 июня 1999 — 2001)
2. Мамедов, Аннамамед (20 марта 2008 — 2010)
3. Комеков, Тойли (23 декабря 2010 — 15 сентября 2016)
4. Мекан Ишанкулиев (9 июня 2017 — 11 июля 2022)
5. Гурбанмамет Эльясов (с 11 июля 2022)[34][35]

Послы Азербайджана в Туркменистане
1. Эльхан Гусейнов (8 августа 2002 — 15 января 2010)
2. Вахдат Султан-заде (2010—2015)
3. Гасан Зейналов (23 декабря 2015 — 29 августа 2023)
4. Гисмет Гезалов (c 29 августа 2023)

## Диаспора
На 1995 год в Туркменистане проживало около 36 000  азербайджанцев.